# Maciej Szmidt
Maciej Stefan Szmidt – polski doktor habilitowany nauk weterynaryjnych, adiunkt w Szkole Głównej Gospodarstwa Wiejskiego w Warszawie, specjalista embriologii.

## Kariera naukowa
W 2006 roku na Wydziale Medycyny Weterynaryjnej Szkoły Głównej Gospodarstwa Wiejskiego w Warszawie uzyskał stopień doktora nauk weterynaryjnych na podstawie rozprawy pt. Lokalizacja i regulacja receptora gonadotropiny kosmówkowej w komórkach endometrium podczas cyklu płciowego, procesu decidualizacji oraz wczesnych faz ciąży u naczelnych, której promotorem był Paweł Sysa. W tym samym roku został zatrudniony na tejże uczelni, a w 2020 roku uzyskał na niej stopień doktora habilitowanego nauk rolniczych w dyscyplinie weterynarii na podstawie pracy pt. Wpływ płatków grafenu, jako przeciwnowotworowego czynnika terapeutycznego, na wzrost i rozwój glejaka wielopostaciowego w badaniach opartych na przygotowanym modelu in ovo.